# Palaeotheriidae
De Palaeotheriidae zijn een familie van uitgestorven perissodactyle zoogdieren, verwant aan de paardachtigen. Ze leefden tussen het Vroeg-Eoceen en het Midden-Oligoceen (ongeveer 55 - 28 miljoen jaar geleden) en hun overblijfselen zijn gevonden in Europa en Azië.

## Beschrijving
Deze dieren hadden een nogal wisselende grootte en uiterlijk: aan het begin van hun evolutionaire geschiedenis waren de palaeotheriiden niet groter dan dertig centimeter bij de schoft en moeten ze op kleine antilopen hebben geleken (bijvoorbeeld Propachynolophus en Hyracotherium); vervolgens, in de loop van de volgende miljoenen jaren, namen hun afmetingen toe, tot ze ook een imposante gestalte bereikten, met geslachten zoals Cantabrotherium en Palaeotherium (de laatste lijkt vaag op een okapi qua skeletstructuur), zelfs anderhalve meter hoog bij de schoft. Over het algemeen beschouwd als dieren die lijken op tapirs en voorzien van een korte romp, in werkelijkheid waren de palaeotheriiden morfologisch nogal gediversifieerde dieren.
De archaïsche palaeotheriiden, hoewel zeer vergelijkbaar met de archaïsche paardachtigen zoals Sifrhippus, Eohippus of Pliolophus, werden gekenmerkt door een andere ontwikkeling van de tanden. Bij de zijtanden liepen de dwarskammen (protoloof en metaloof) schuin naar achteren en vormden een scherpe scherpe hoek met de ectoloof (een vaag W-vormig geheel), terwijl bij de paardachtigen de structuur van de kammen een patroon vormt dat lijkt op een π. De archaïsche palaeotheriiden van de onderfamilie Pachynolophinae ontwikkelden echter nooit de W-vormige molariforme structuur en de lophodonte constructie tot een molarisatie en hypsodontie (hoge kroon), nuttig voor een voeding op basis van bladeren.

## Evolutionaire geschiedenis
Palaeotheriiden zijn bekend vanaf het begin van het Eoceen (ongeveer 55 miljoen jaar geleden) tot het Midden-Oligoceen (ongeveer 28 miljoen jaar geleden), maar al aan het einde van het Eoceen (ongeveer 33 miljoen jaar geleden) leden ze een drastische vermindering, tijdens het evenement dat bekend staat als de Grande Coupure.
De palaeotheriiden ontwikkelden zich in verschillende evolutionaire lijnen: een voorouderlijke stam die de kleinste en meest primitieve vormen omvat (Hyracotherium, Propachynolophus, Propalaeotherium, Pachynolophus) werd gekenmerkt door brachidonte en bunodonte tanden; uit deze stam zijn verschillende evolutionaire lijnen ontstaan, die culmineerden in uitgesproken hypsodonte vormen, maar waarschijnlijk niet nauw verwant aan elkaar. Onder deze geslachten worden Palaeotherium, Plagiolophus, Leptolophus genoemd. Het lijkt erop dat endemische vormen van palaeotheriiden die worden gekenmerkt door grotere hypsodontie (Franzenium, Cantabrotherium, Mekodontherium) zich ontwikkelden op het Iberisch schiereiland.

## Geslachten
- Anchilophus
- Bepitherium
- Cantabrotherium
- Franzenium
- Hallensia
- Hyracotherium
- Leptolophus
- Lophiohippus
- Lophiotherium
- Mekodontherium
- Orolophus
- Pachynolophus
- Palaeotherium
- Paranchilophus
- Paraplagiotherium
- Plagiolophus
- Propachynolophus
- Propalaeotherium
- Pseudopalaeotherium
- Qianohippus